# Agrostis biseta
Agrostis biseta é uma espécie de gramínea do gênero Agrostis, pertencente à família Poaceae.